# The Hues Corporation
The Hues Corporation est un groupe de soul et disco américain. Il est notamment connu pour la chanson Rock the Boat de 1974, qui s'est vendue à plus de 2 millions d'exemplaires.

## Histoire
Le groupe s'est formé en 1969 à Santa Monica, en Californie. Le nom du groupe est un jeu de mots sur la société de gestion immobilière Howard Hughes Corporation (en), les mots « hue » (synonyme de « couleur ») et « Hughes » étant des homophones. L'auteur-compositeur Wally Holmes fonde le groupe avec son ami Bernard St. La chanteuse H. Ann Kelley est découverte lors d'un concours de talents à Los Angeles et Karl Russell se présente à la suite d'annonces placées dans des magasins de disques du sud de la Californie. Ils enregistrent leur premier single, Goodfootin' en 1970 chez Liberty Records, qui ne rencontre pas le succès,.
Le groupe se fait connaître en 1972 grâce à leur participation dans le film Blacula, le vampire noir et l'enregistrement de trois chansons pour la bande originale. Le groupe signe ensuite avec RCA Records et sort le premier album Freedom for the Stallion (en) en 1973. Le premier extrait, Freedom for the Stallion, connaît un succès modéré en atteignant la 63e place du hit-parade américain Billboard Hot 100. Cependant, c'est le troisième single de l'album, Rock the Boat, qui devient leur plus grand succès. Avec Wilton Felder comme bassiste sur la session d'enregistrement, la chanson devient la chanson phare du groupe. Sortie en 1974, elle atteint la première places des hit-parades aux États-Unis et au Canada,. Rock the Boat est considérée comme l'une des premières chansons disco,,,. La chanson s'est vendue à plus de deux millions d'exemplaires et a été certifiée disque d'or par la Recording Industry Association of America.
Au cours de l'année de 1980, The Hues Corporation sort un dernier single aux États-Unis et le sixième et dernier album du groupe, Boogie Me, Move Me  et se sépare peu après.

## Discographie

### Albums studio
| Date                                                                                   | Album                         | Label        | Meilleures positions | Meilleures positions | Meilleures positions |
| Date                                                                                   | Album                         | Label        | US                   | US R&B               | CAN                  |
| -------------------------------------------------------------------------------------- | ----------------------------- | ------------ | -------------------- | -------------------- | -------------------- |
| 1973                                                                                   | Freedom for the Stallion (en) | RCA Victor   | 20                   | 59                   | 10                   |
| 1974                                                                                   | Rockin' Soul                  | RCA Victor   | 147                  | 20                   | —                    |
| 1975                                                                                   | Love Corporation              | RCA Victor   | —                    | 40                   | —                    |
| 1977                                                                                   | I Caught Your Act             | Warner Bros. | —                    | —                    | —                    |
| 1978                                                                                   | Your Place or Mine            | Warner Bros. | —                    | —                    | —                    |
| 1980                                                                                   | Boogie Me, Move Me            | Divers       | —                    | —                    | —                    |
| « — » indique que l'album n'est pas sorti ou ne s'est pas classé dans le pays indiqué. |                               |              |                      |                      |                      |